# Janet Flanner
Janet Flanner, 13 mars 1892 – 7 novembre 1978, est une journaliste et autrice américaine, correspondante à Paris du magazine The New Yorker de 1925 jusqu'à sa retraite en 1975. Son nom de plume est « Genêt ». Elle publie un seul roman, The Cubical City, dont l'action se situe à New York.

## Biographie

### Jeunesse
Janet Flanner naît à Indianapolis, dans l'Indiana, fille de Frank et Mary Flanner. Elle a deux sœurs, Marie et Hildegarde Flanner (en). Son père est copropriétaire d'une morgue et gère le premier crématorium dans l'État de l'Indiana. Après une période passée à voyager à l'étranger avec sa famille et des études à la Tudor Hall School pour filles (à présent Park Tudor School (en)), elle s'inscrit à l'université de Chicago en 1912, université qu'elle quitte en 1914. Deux ans plus tard, elle retourne dans sa ville natale pour occuper un poste comme première critique de cinéma dans le journal local, The Indianapolis Star.
En 1918, elle épouse William Lane Rehm, un ami rencontré à l'université de Chicago. Elle admet plus tard l'avoir épousé pour sortir d'Indianapolis. Le mariage ne dure que quelques années et ils divorcent à l'amiable en 1926. Rehm soutiendra la carrière de Flanner jusqu'à sa mort.
Flanner était lesbienne. En 1918, l'année même où elle épouse son mari, elle rencontre Solita Solano (en) (Sarah Wilkinson) à Greenwich Village et les deux deviennent amantes pour la vie, bien que toutes deux s'engagent dans d'autres aventures tout au long de leur relation. Solita Solano est éditrice d'art dramatique pour le New York Tribune et écrit également pour le National Geographic. Les deux femmes sont dépeintes comme « Nip » et « Tuck » dans le roman Almanach des dames (paru en 1928) de Djuna Barnes, qui est amie avec Flanner. Alors qu'elle vit à New York, Janet Flanner fréquente le cercle de la Algonquin Round Table, mais n'en est pas membre. Elle rencontre également le couple Jane Grant et Harold Ross par l'entremise de la peintre Neysa McMein. C'est par son biais que Harold Ross lui offre le poste de correspondante en France pour le New Yorker.
Après plusieurs périodes passées en Pennsylvanie et à New York, au milieu de la vingtaine, Flanner quitte les États-Unis pour Paris.

### Paris
En septembre 1925, Flanner publie sa première Letter of Paris dans The New Yorker qui vient d'être créé le mois de février précédent par Harold Ross pour concurrencer Vanity Fair. Elle y sera journaliste pendant les cinq décennies suivantes. Ses colonnes couvrent un large éventail de sujets, y compris les artistes, les représentations et la criminalité, dont un long reportage sur les meurtrières Christine et Léa Papin. Elle publie également plusieurs suites à l'affaire Stavisky. Flanner est aussi connue pour ses nécrologies, notamment celles d'Isadora Duncan et d'Edith Wharton. Le style littéraire de Flanner attire l'attention du rédacteur en chef Harold Ross via sa première femme, Jane Grant, qui est une amie de Flanner du temps de la Lucy Stone League (en), organisation qui lutte pour que les femmes conservent leur nom de jeune fille après le mariage, à la manière de Lucy Stone. Flanner rejoint le groupe en 1921. Il est notable que Ross pensait que le nom de plume de Flanner « Genêt » était la traduction en français de « Janet ». Elle bataille avec lui pour imposer une ligne éditoriale plus orientée vers le questions politiques et la montée du fascisme.
Flanner est un membre éminent de la communauté d'expatriés américains qui se retrouve aux Deux Magots, la génération perdue des Ernest Hemingway, F. Scott Fitzgerald, John Dos Passos, E. E. Cummings, Hart Crane, mais aussi le monde qui gravite autour de la milliardaire Nancy Cunard et les homosexuelles fuyant le puritanisme américain, Djuna Barnes, Nathalie Barney, Sylvia Beach, Ezra Pound, Colette, Missy, Germaine Beaumont. Elle se lie plus particulièrement avec Gertrude Stein et son amante, Alice B. Toklas. En 1932, elle tombe amoureuse de Noelle Haskins Murphy, veuve, une chanteuse d'opéra habitant Orgeval, un village juste en dehors de Paris avec laquelle elle entretient une romance de courte durée, mais une profonde amitié. Cela n'a pas d'incidence sur sa relation avec Solano.
Elle joue un rôle crucial dans la présentation à ses contemporains des nouveaux artistes à Paris dont Pablo Picasso, Georges Braque, Henri Matisse, André Gide, Jean Cocteau et les Ballets russes, ainsi que les crimes passionnels et les vernissages, la traversée triomphale de l'océan Atlantique par Charles Lindbergh et les turpitudes de l'affaire Stavisky.
Sa prose en est depuis venue à symboliser le « style New Yorker » – son influence se retrouve des décennies plus tard dans la prose de Bruce Chatwin. Ainsi, « feue Jean De Koven était une touriste américaine moyenne à Paris à deux exceptions près : elle n'a jamais mis les pieds à l'Opéra et elle a été assassinée ».
Elle se rendait fréquemment à Los Angeles parce que sa mère, Marie, y vivait au 530 E. St. Marigold à Altadena avec sa sœur, la poétesse Hildegarde Flanner (en), et son beau-frère Frederick Monhoff (en).

### Deuxième partie de sa vie

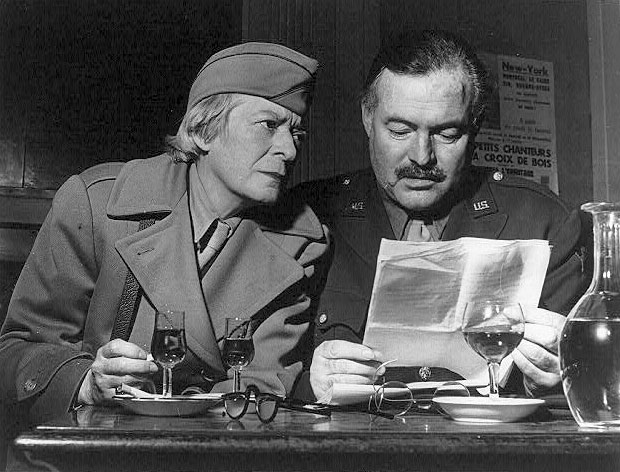
Ernest Hemingway et Janet Flanner

Flanner vit à New York pendant la Seconde Guerre mondiale avec Natalia Danesi Murray et son fils William B. Murray tout en écrivant encore pour The New Yorker. Elle revient à Paris en 1944.
Sa production pour le New Yorker durant la Seconde Guerre mondiale inclut non seulement ses fameuses colonnes Letter from Paris mais aussi une série essentielle en trois parties dressant un portrait de Hitler (1936) et la couverture du procès de Nuremberg (1945). Elle contribue en outre à une série d'émissions de radio hebdomadaires peu connues pour le NBC Blue Network pendant les mois suivant la Libération de Paris fin 1944.
Flanner est l'autrice d'un roman, The Cubical City, qui connaît peu de succès.
En 1948, elle est faite chevalier de la Légion d'honneur. En 1958, elle reçoit le titre de docteur honoris causa du Smith College. Elle couvre la crise de Suez, l'insurrection de Budapest et le conflit en Algérie qui ramène le général de Gaulle au pouvoir. Elle est un membre éminent de l'influent cénacle de la plupart des lesbiennes qui comprend Natalie Clifford Barney et Djuna Barnes. Flanner vit à Paris avec Solano qui met de côté ses propres aspirations littéraires pour être la secrétaire personnelle de Flanner. Même si leur relation n'est pas monogame, elles vivent ensemble pendant plus de cinquante ans.
Elle est lauréate de l'édition 1966 du National Book Award dans la catégorie Arts et Lettres (en) pour son Paris Journal, 1944–1965. Des extraits de son journal de Paris ont été transposés en une pièce pour chœur et orchestre par le compositeur Ned Rorem.
En 1971, elle est la troisième invitée lors de la tristement célèbre bagarre entre Gore Vidal et Norman Mailer dans The Dick Cavett Show, s'interposant entre les deux après que Mailer, ivre, a commencé à insulter ses collègues invités et leur hôte.
Quatre ans plus tard, elle retourne à New York en permanence afin d'être prise en charge par Natalia Danesi Murray. Flanner meurt le 7 novembre 1978 de cause inconnue.
Flanner est incinérée et ses cendres dispersées avec celles de Murray au-dessus de Cherry Grove dans Fire Island, où ils s'étaient rencontrés en 1940, selon le fils de Murray dans son ouvrage Janet, My Mother, and Me.

### Colonnes 'Letter from...' dansThe New Yorker
| From  | Volume/Part | Date             | Page(s) | Sujet(s) |
| ----- | ----------- | ---------------- | ------- | --- |
| Paris | 24/45       | 1er janvier 1949 | 53–56   | Militant pacifiste Garry Davis à Paris ; annonce des prix Goncourt et prix Fémina ; plusieurs expositions d'art moderne dont des céramiques de Pablo Picasso à la Maison de la Pensée Française; politique intérieure française.                                                      |
| Rome  | 24/47       | 15 janvier 1949  | 50–54   | Noël à Rome; austérités d'après-guerre et plan Marshall ; nouveau gouvernement Chrétien-démocrate ; nouvelle saison d'opéra au Teatro dell'Opera sous la direction de Paolo Salviucci ; production par Luchino Visconti de Rosalinda, O Come Vi Piace, avec dessins de Salvador Dalí. |
| Paris | 25/46       | 7 janvier 1950   | 68–71   | Austérité d'après-guerre ; Plan Marshall ; expositions – Exposition Moustache et rétrospective André Bauchant; réimpression du Journal du voleur de Jean Genet ; Edwige Feuillère dans la Dame aux camélias.                                                                          |
| Paris | 25/50       | 4 février 1950   | 80–83   | Le Scandale du Général – Georges Revers, Charles Mast ; publication du Le Deuxième Sexe de Simone de Beauvoir. |

## Distinctions
- 1947 : Chevalier de la Légion d’honneur
- 1958 : Professeur honoraire au Smith College à Northampton, Massachusetts
- 1966 : National Book Award

## Publications
- 1974 : The Cubical City. Roman
- An American in Paris
- Men and Monuments
- Letter from Paris. New York 1959
- Pariser Tagebuch 1945–1965. Claassen Verlag 1967
- Legendäre Frauen und ein Mann. Transatlantische Porträts. Avec une postface de Klaus Blanc. Antje Kunstmann, Munich 1993,  (ISBN 3-88897-078-4). Contient un long essai, critique et malveillante sur Thomas Mann pp. 53-92)
- Paris, Germany. Reportagen aus Europa 1931–1950. Antje Kunstmann, Munich 1992,  (ISBN 3-88897-059-8)
- Conversation Pieces, autobiographie illustrée par Constantin Alajalov (en) ; Janet Flanner écrit l'ensemble du texte et les commentaires (1942)
- Paris Was Yesterday 1925 – 1939, édité par Irving Drutman (1972)